# مات هارينجتون
مات هارينجتون (بالإنجليزية: Matt Harrington)‏ هو لاعب كرة قاعدة أمريكي، ولد في 1 فبراير 1982.

## وصلات خارجية
- مات هارينجتون على موقعبيزبول رفرنس.كوم (الدوري الثانوي) (الإنجليزية)